# クリス・コーエン
クリス・コーエン（Chris Cohen、1987年3月5日 - ）は、イングランド・ノリッジ出身の元プロサッカー選手。現役時代のポジションはMF。

## 経歴

### ウェストハム
6歳の時にウェストハム・ユナイテッドFCのスカウトに見出され、同クラブのアカデミーで育成された。2003–04シーズンからトップチームに昇格し、2003年12月13日のサンダーランドAFC戦でトップチームデビュー。この時僅か16歳で、過去80年間におけるウェストハムの最年少デビュー記録となった。

### ヨーヴィル
2005年11月、出場機会を求めフットボールリーグ1のヨーヴィル・タウンFCに1ヶ月の短期レンタルで加入。1月、レンタル期間をシーズン終了まで延長。2006年6月28日、完全移籍に移行し2年契約にサインした。2006–07シーズン終了後、サポーター投票でチームのベストプレーヤーに選ばれた。

### ノッティンガム
2007年7月6日、同じリーグ1のノッティンガム・フォレストFCに移籍。契約は4年で移籍金は120万ポンド。負傷で出遅れたものの、復帰後すぐにレギュラーに定着。チームのリーグ準優勝とフットボールリーグ・チャンピオンシップ昇格に大きく貢献した。2008–09シーズンも引き続き主力を担い、シーズン終了後のサポーター投票でチームのベストプレーヤーに選ばれた。2009年5月、契約を2013年まで延長。
2011年9月、ダービー・カウンティFCとのイースト・ミッドランズ・ダービーで膝の靱帯を断裂する重傷を負い、全治1年と診断された。長いリハビリの後、2012年8月に戦列に復帰。10月8日、契約を2016年まで延長。2012–13シーズン終了後には自身2度目となるチームの年間ベストプレーヤーに選ばれた。
2013年7月31日、チームの新キャプテンに任命された。ところが2013年11月23日のバーンリーFC戦で膝を負傷、シーズンの残りを棒に振った。2014-15シーズンは開幕からスタメンに復帰するも、9月14日のダービー・カウンティFC戦でまたも膝を負傷。全治9ヶ月と診断され、3度目の長期離脱を余儀なくされた。
15ヶ月間にも及ぶブランクを経て、2016年1月2日のチャールトン・アスレティックFC戦で復帰。2月17日、2016年夏までだった契約を1年延長。5月7日のミルトン・キーンズ・ドンズFC戦でクラブ通算250試合出場を達成。2016-17シーズン最終節のブラックバーン・ローヴァーズFC戦で全公式戦通算300試合出場を達成。5日後、クラブとの契約を1年延長。2018年4月28日のブリストル・シティFC戦で後半44分から途中出場したのを最後に現役を引退した。

## 所属クラブ
ユース
- ウェストハム・ユナイテッドFC 1993-2003

プロ
- ウェストハム・ユナイテッドFC 2003-2006

→ ヨーヴィル・タウンFC 2005-2006 (loan)
- ヨーヴィル・タウンFC 2006-2007
- ノッティンガム・フォレストFC 2007-2018